# 쿠르반

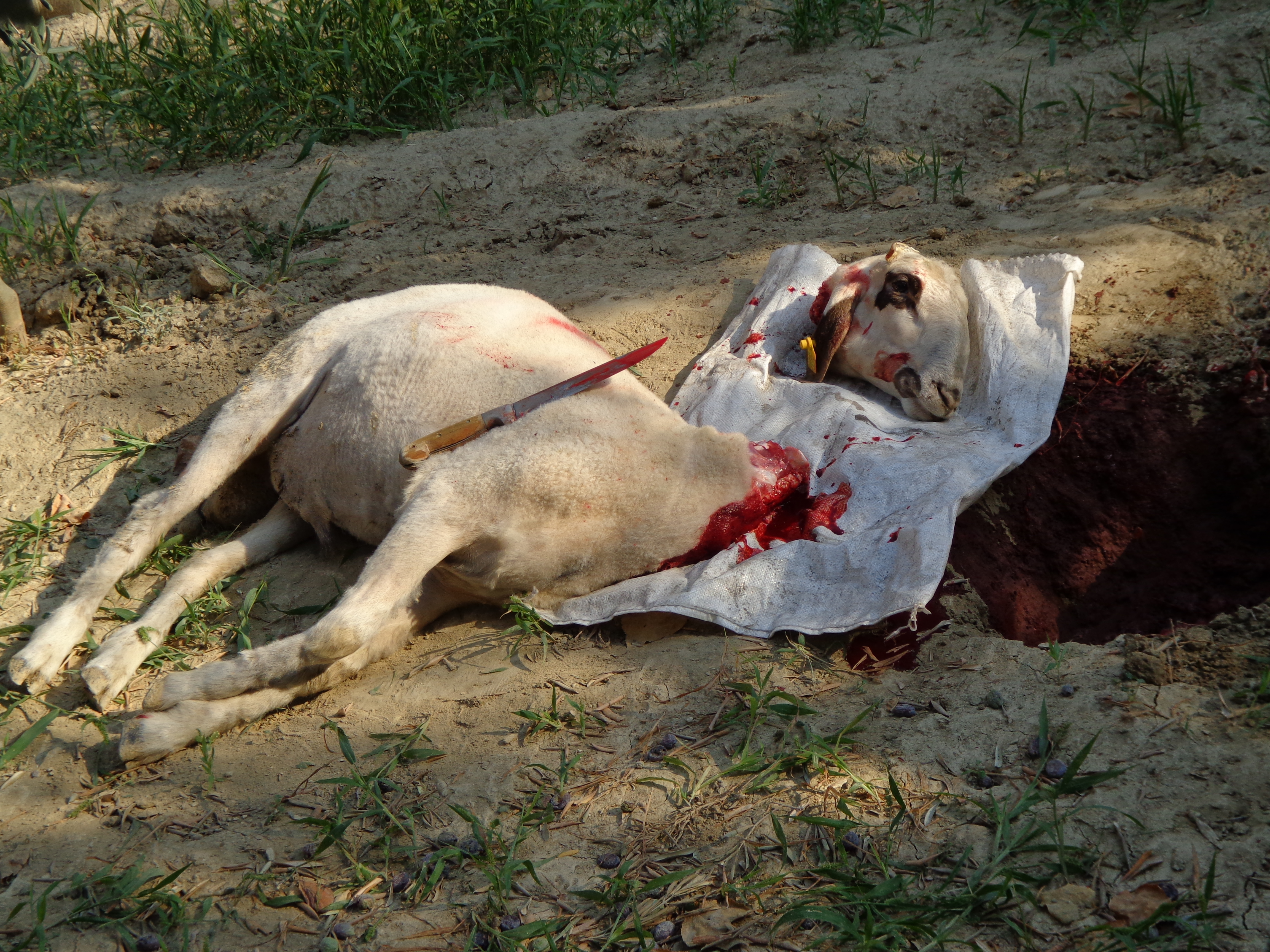

쿠르반(아랍어: قربانى)은 샤리아에서 규정한 이슬람 의식으로 이드 알아드하 기간 동안 가축을 동물공희로 바치는 의식이다.
이 단어의 개념과 정의는 이슬람교의 경전인 쿠란에서 파생된 것으로 유대교의 코르반과 기독교의 쿠르바니아와 유사하다. 단어와 개념은 다른 아브라함 종교와 비슷하지만, 번제에 대한 반대가 두드러지게 존재한다. 희생 제물의 전리품은 가난한 사람들과 소비를 위해 제물을 바치는 자의 가족에게 음식으로 분배된다.
쿠르반을 포함할 수 있는 일반적으로 사용되는 단어는 uḍḥiyah (أضحية)이다. 샤리아에서 udhiyah는 알라의 기쁨과 보상을 구하기 위해 특정한 날에 특정한 사람이 바치는 특정한 동물의 희생을 의미할 것이다.

## 같이 보기
- 코르반
- 코르반 올라